# 田上隕石

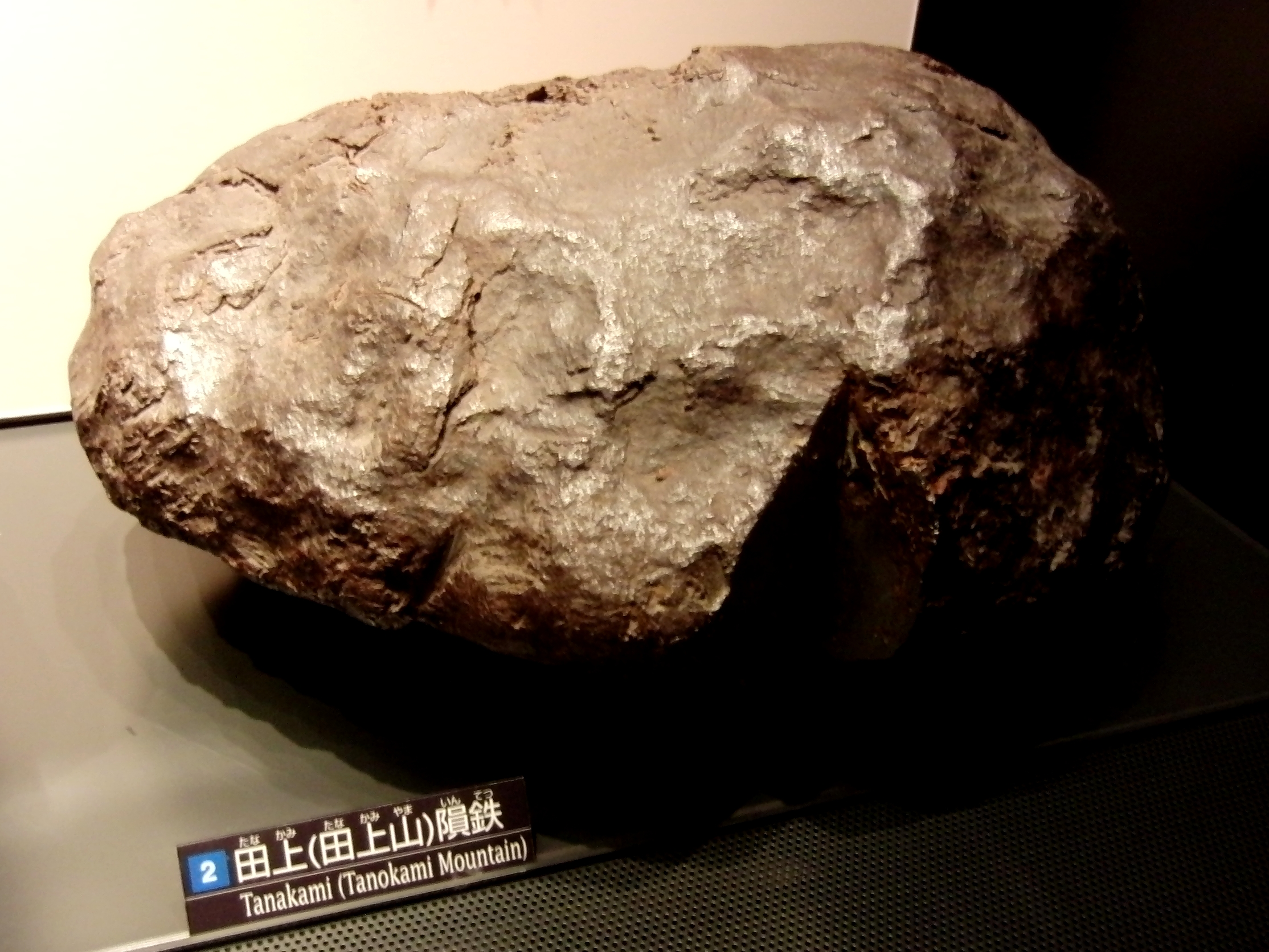
田上隕石（国立科学博物館の展示）

田上隕石（たなかみいんせき）は、滋賀県大津市の田上山山中で発見された隕石。別名、田上山隕石。

## 概要
1885年（明治18年）、大津市にある田上山で発見されたIIIEに分類される鉄隕石である。
日本で最も重い隕石で重量は174kg。日本最大の鉄隕石でもある。切断面にみられるウィドマンシュテッテン構造の模様が特徴。鉱物仲買人の上野滝蔵が発見したと伝わるが、飛来時期及び発見当時の詳細な状況は不明とされている。
1905年（明治38年）以降、国立科学博物館（展示当初は帝国博物館）で展示されている。